# Voorshoven
Voorshoven is een gehucht dat zich bevindt ten noorden van Neeroeteren in de Belgische provincie Limburg. Direct daaraan grenzend in het oosten ligt Neerhoven. Doordat de bebouwing van Neeroeteren sterk is uitgebreid, zijn Voorshoven, Neerhoven en het nabijgelegen Solt met elkaar, en met de kom van Neeroeteren, vergroeid.
Vanouds was Voorshoven een van de grootste gehuchten van Neeroeteren. In 1625 werd een schans opgericht, de Voorshoventerschans, gelegen direct ten noorden van het gehucht. De grachten werden in 1906-1907 gedempt. De Schansweg herinnert nog aan deze schans.
Voorshoven bezat een eigen schutterij, het Sint-Annagilde, die omstreeks begin 17e eeuw werd opgericht.

## Parochie
In Voorshoven werd in 1860 begonnen met een kapel, die echter nooit werd voltooid.
In 1911 werd een noodkapel betrokken en in 1938 kwam de bakstenen Sint-Jozefkerk (Voorshoven) gereed, ontworpen door Karel Gessler. Kenmerkend voor deze kerk is de massieve vierkante toren, gedekt door een tentdak.
In 1952 werd Voorshoven verheven tot een zelfstandige parochie, waarvan ook Neerhoven deel uitmaakt.

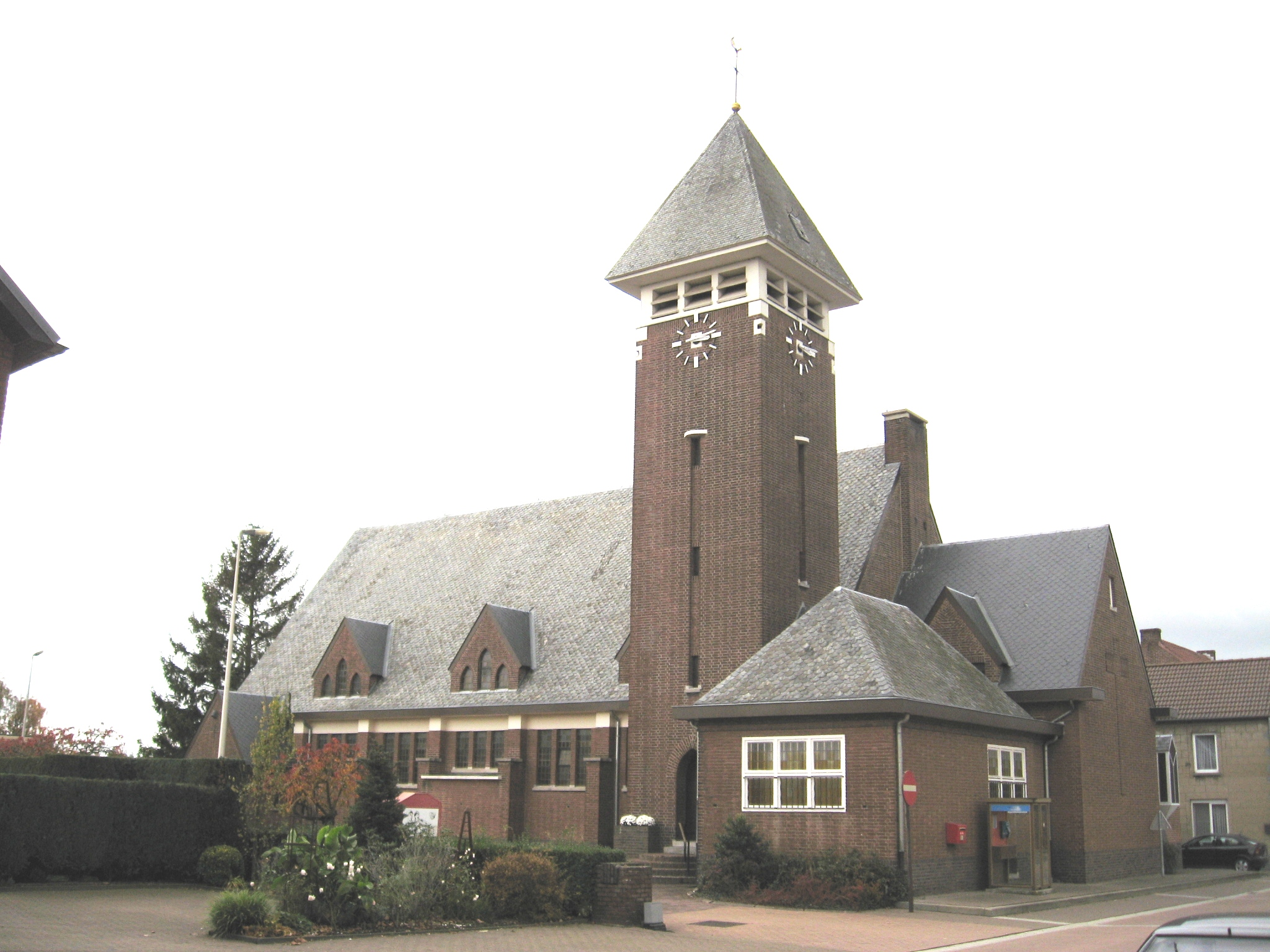
Sint-Jozefkerk

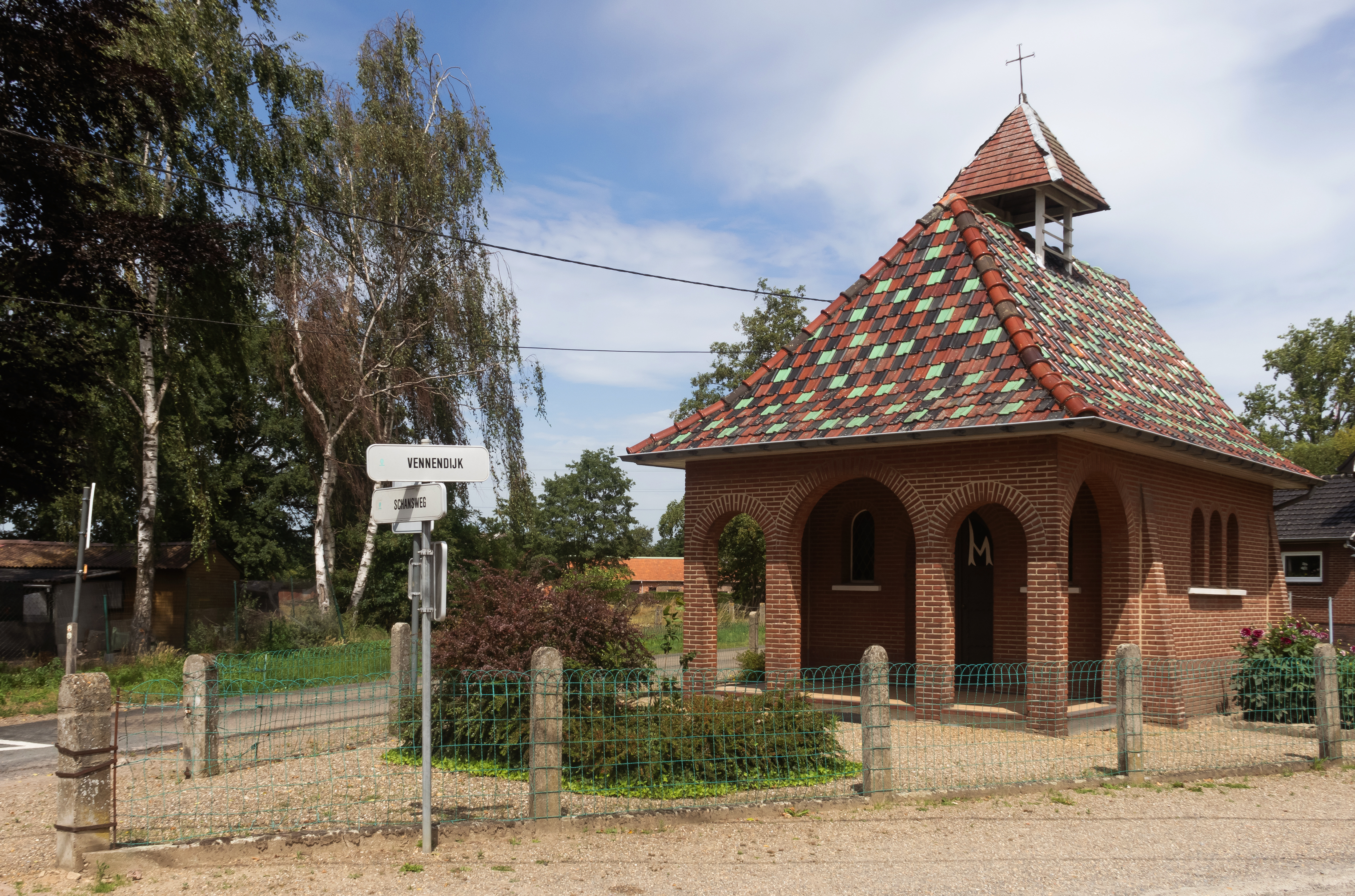
Kapel Onze Lieve Vrouw van Banneux

## Nabijgelegen kernen
Neeroeteren, Maaseik, Kinrooi, Tongerlo, Opitter